# クロマフレア
クロマフレア (ChromaFlair) は、アメリカ合衆国のJDSU社が開発した顔料。同社の登録商標。日本ペイントが開発した分光性塗料、「マジョーラ」の顔料として使用されている。